# Мидлтаун (Конектикат)
Мидлтаун (енгл. Middletown) град је у САД у савезној држави Конектикат. По попису становништва из 2010. у њему је живело 47.648 становника.

## Географија
Мидлтаун се налази на надморској висини од 12 m.

## Демографија
Према попису становништва из 2010. у граду је живело 47.648 становника, што је 4.481 (10,4%) становника више него 2000. године.
|                   | 2010.           | 2000.           |
| Укупно            | 47 648 (100,0%) | 43 167 (100,0%) |
| Белци             | 34 116 (71,60%) | 33 435 (77,46%) |
| Афроамериканци    | 6 110 (12,82%)  | 5 291 (12,26%)  |
| Хиспаноамериканци | 3 949 (8,288%)  | 2 287 (5,298%)  |
| Азијати           | 2 319 (4,867%)  | 1 155 (2,676%)  |
| Остали            | 1 154 (2,422%)  | 999 (2,314%)    |